# Laophonte elongata
Laophonte elongata är en kräftdjursart som beskrevs av Boeck 1872. Laophonte elongata ingår i släktet Laophonte och familjen Laophontidae. Arten är reproducerande i Sverige.

## Underarter
Arten delas in i följande underarter:
- L. e. elongata
- L. e. barbata
- L. e. triarticulata